# Petrašiūnai (stacja kolejowa)
Petrašiūnai (ros. Пятрашюнай) – towarowa stacja kolejowa w miejscowości Petrašiūnai, w rejonie pokrojskim, w okręgu szawelskim, na Litwie. Obsługuje pobliską kopalnię dolomitu.
W Petrašiūnai istniała także druga stacja kolejowa, położona na kolei wąskotorowej (obecnie zlikwidowana).